# Boys of Bangladesh
Boys of Bangladesh, abrégé en BoB, anciennement connu comme Boys Only Bangladesh, est le plus grand réseau d'hommes du Bangladesh qui s'identifient comme gays, et le plus ancien encore en activité. Ayant son siège à Dacca, ce groupe non déclaré, non financé et informel est maintenu par un noyau de bénévoles. Boys of Bangladesh fonctionne depuis 2002 et entretient un site web, un groupe Yahoo! et une page Facebook comme principaux moyens de réseautage et de communication.
En plus de ces activités en ligne, BoB organise des événements tels que des ateliers de prise de conscience, prend part à des festivals liés aux LGBT et organise des fêtes et des pique-niques. Boys of Bangladesh vise à construire une communauté gay dans le pays et à abolir la section 377 du code pénal qui criminalise l'homosexualité.

## Historique
BoB a d'abord été un groupe Yahoo! en ligne à la fin de l'année 2002. Il a commencé à exister sous le nom de Boys Only Bangladesh et coopérait avec un autre groupe, Teen Gay Bangladesh (TGB), pour rassembler les hommes gays du Bangladesh. Le fondateur de BoB, né à Dacca, vit à Sydney, en Australie. Il a créé cette plate-forme afin de « fournir un réseau de soutien pour la population gay du Bangladesh ». Mais les autorités de Yahoo! ont fermé les deux groupes fin 2002, de même ensuite que Bangladeshi Gay Boys, une nouvelle communauté en ligne qui essayait de remplacer TGB. Néanmoins, depuis sa réouverture le 4 janvier 2003, BoB demeure actif jusqu'à ce jour, après avoir changé son nom en Boys of Bangladesh.
Au début, BoB était surtout un groupe en ligne avec des événements sociaux sporadiques et tenus secrets pour ses membres, sans but politique. Ce n'est pas avant mai 2005 qu'il a tenté de s'affirmer politiquement en envoyant une lettre au The Daily Star à propos de la première Journée mondiale de lutte contre l'homophobie. La lettre donnait un bref aperçu de la situation de la communauté gay au Bangladesh et mettait en lumière ses problèmes majeurs, mais elle a surtout rencontré des réactions négatives, ce qui a décidé BoB de rester apolitique. Vers la même époque, une campagne pour le sexe à moindre risque a été lancée, offrant des testes de dépistage du VIH au Centre international de recherches sur les maladies liées à la diarrhée de Dacca, et Boys of Bangladesh a établi une coopération avec l'organisme bangladais de défense des droits humains Ain o Salish Kendra (ASK) autour d'une étude sur la diversité sexuelle. Le nombre de membres a crû de manière significative courant 2006, mais l'état d'urgence introduit dans le pays a empêché BoB d'organiser le moindre événement à cette période.
En mai 2008, BoB a célébré la Journée mondiale de lutte contre l'homophobie (IDAHO) dans un café de Dacca, ce qui en fait la première apparition publique de BoB en tant que groupe de militants gays. En septembre, un membre de Bob a participé à un atelier à Katmandou, au Népal, intitulé Atelier de création d'un partenariat en Asie du Sud, organisé par une association népalaise pour les droits LGBT, Blue Diamond Society. En février 2009, avec l'aide de l'Association norvégienne nationale pour la libération lesbienne et gay, BoB a organisé le premier atelier lié aux LGBT au Bangladesh, sous l'intitulé Atelier sur la diversité sexuelle, la construction d'un partenariat et le réseautage.
En octobre 2010, BoB a participé à la deuxième édition d'Under the Rainbow, une manifestation culturelle initiée par l'Institut Goethe. Ce festival de cinq jours comprend des projections de films, des expositions d'art et des performances musicales, rassemblant des militants des droits humains de tout le pays et de l'étranger. En avril 2011, BoB a organisé un colloque avec la Bandhu Social Welfare Society (BSWS) et la South Asian Human Rights Commission of Marginalized Sexualities and Genders (SAHRCMSG), et a participé à la production d'un court métrage, Without Any Window of His Own, qui a ensuite été projeté au Festival international du film documentaire sur la libération et les droits humains à la Bibliothèque publique centrale. D'autres événements organisés par BoB ont eu lieu en 2012, dont une série d'ateliers de prise de parole Let's Talk et une célébration de l'IDAHO en présence de représentants internationaux.